# Мы в России и Зарубежье
«Мы в Росси́и и Зарубе́жье» — русскоязычный православный общественно-политический журнал, издававшийся с января 2005 года по начало 2008 года группой православных молодых людей из России и русского зарубежья. Всего издано 15 номеров.

## История
Предтечей журнала «Мы в России и Зарубежье» был скаутский журнал «Мы», первый номер которого вышел в январе 1938 года в Белграде. К началу 1941 года, когда издание прервалось, вышло 11 номеров. В 1945 году в Зальцбурге (Австрия) издание журнала было возобновлено Севой Селивановским. Вышло 19 номеров. В 1997 году журнал «Мы» вернулся в Россию, но в России вышло только 3 номера.
В начале 2000-х годов несколько студентов МГИМО познакомились и сдружились на свободном лекционном курсе по истории религий профессора Андрея Зубова, который по воспоминаниям Василия Рулинского вёл данный курс «с классическим фундаментальным подходом к образованию и при этом с настоящей любовью к студенту». Слушали эти лекции от 40 до 70 студенты со всех курсов и факультетов. Постепенно они стали собираться небольшой группой после лекций, говорили за чашкой чая о вере и Церкви, об актуальных проблемах общества, устраивали семинары, вместе ездили по монастырям. По воспоминаниям главного редактора журнала Николая Бобринского: «В какой-то момент стало ясно, что между собой мы главные темы обсудили, и что нам нужно что-то делать вместе». Летом 2004 года несколько ребят отдыхали в молодёжном лагере под Анапой, где устроители попытались возродить традиции скаутского движения. По приезде из лагеря один из участников написал статью, которая попала в руки Ростислава Полчанинова — последнего члена редколлегии скаутского журнала «Мы». Он написал из Нью-Йорка в Москву и предложил вновь издавать этот журнал.
Группа молодых людей, придя к мысли, что нужен журнал не для скаутов только, но вообще для русской молодёжи, творчески переосмыслила эту идею, решив называть новый журнал «Мы в России и Зарубежье», чтобы, как отметил Николай Бобринский, «подчеркнуть наше желание установить связь между православной молодёжью эмиграции и России».
По словам одного из зачинателей журнала, на тот момент студента МГИМО, Виктора Аверкова: «Чтобы определиться с тем, что и как писать в журнале, было решено написать концепцию. И вот 8 октября минувшего [2004] года, <…> семеро из нас, собравшись, до ночи её редактировали. Решили, что основой всех наших рассуждений и оценок должна быть вера. Она должна не дополнять наше восприятие действительности, а формировать его. Главное же — журнал должен быть направлен на созидание, а не на отрицание». Через два дня начинание благословил Казанской иконой Божией Матери протоиерей Георгий Бреев. Начинание также поддержали в редакции эмигрантского издательства «Посев», которое с 1990 года развернуло свою деятельность в России. Так как у студентов МГИМО не было журналистского опыта, им помогли сотрудники журнала «Фома», работники «Посева», аспиранты и студенты факультета журналистики МГИМО и многие другие.
Журнал по мысли его создателей должен был стать местом общения между православной молодёжью России и русской эмиграции. Кроме того, в то время раз активно шли переговоры о воссоединении Русской зарубежной церкви и Московского Патриархата. По признанию Николая Бобринского: «Мы воспринимали это дело как одно из важнейших для Церкви и для России и хотели включиться в него на своем уровне, налаживая связи со сверстниками. <…> В редколлегию с самого начала входили несколько „зарубежных“ участников, и вообще пафос воссоединения русского общества был для нас очень важен».
При журнале создан Попечительский Совет в составе трёх протоиереев: Георгия Бреева из Москвы (Московский Патриархат), протоиерея Николая Артёмова из Мюнхена (РПЦЗ), протоиерея Николая Ребиндера из Парижа (Архиепископия православных русских церквей в Западной Европе) и трёх мирян: Юрия Амосова (Москва, Мельбурн) и Андрея Зубова (Москва) и Ростислава Полчанинова (Нью-Йорк)
Первый номер вышел в январе 2005 года и имел двойную нумерацию: № 1(34). В издании журнала участвовали православные молодые люди, прежде всего, студенты, из России и русского зарубежья. Издание мыслилось как студенческий журнал, посвящённый поиску христианского пути в политике и общественной жизни. Его издатели пытаются понять, как можно быть православным христианином в гражданской, общественной, политической жизни. Издание получило благословение со стороны Патриарха Алексия II: его приветствие и благословение от 20 марта 2005 года было опубликовано в номере 2 и Первоиерарха РПЦЗ митрополита Лавра, написавшего 21 сентября 2005 года письмо редакционной коллегии журнала.
Журнал выпускался только на бумаге и распространялся очень ограниченно. Журнал продавался в некоторых московских православных магазинах, храмах и монастырях, а также распространяется в разных городах России и за рубежом. Отдельные статьи перепечатывались электронными изданиями.
2 февраля 2007 года в Трёхсвятительском храме в Париже состоялась встреча с членов редакции журнала с представители православной молодёжи Парижа, в которой также принял участие архиепископ Корсунский Иннокентий (Васильев).
Журнал активно ратовал за воссоединение Московского Патриархата и Русской зарубежной церкви и освящал на своих страницах этот процесс. В мае 2007 года вышел специальный выпуск журнала, посвященный воссоединению Русской Церкви и приуроченный к подписанию Акта о каноническом общении.
Издание журнала прекратилось в начале 2008 года на 15-м номере. По словам Николая Бобринского: «Журнал в какой-то момент стало делать очень сложно. По-любительски уже не хотелось, выходить на профессиональный уровень не было возможности. Особенно трудно было с распространением — даже при 1,5-тысячном тираже эта задача в конечном счёте оказалась для нас непосильной. Мы планировали продолжить выпуск в интернете, но заново собрать команду на это дело не удалось. Хотя не исключаю, что журнал все же в той или иной форме возродится — уже с новым составом редакции. Тем не менее, прекращение журнала не привело к распаду нашей группы — дружеские и деловые отношения сохранились».

## Редакционная коллегия
Главный редактор
- Николай Бобринский

Заместитель главного редактора
- Ирина Зубова

Ответственный секретарь
- Вадим Сергиенко

Члены редколлегии
- Виктор Аверков
- Варвара Артёмова
- Ульяна Артёмова
- Варфоломей Базанов
- Владимир Еременок
- Даниил Зубов
- Савелий Мартыненко
- Андрей Моренко
- Любовь Пасякина
- Илья Переседов
- Михаил Тарасов

## Вышедшие номера журнала
все изданные номера:
- № 1-2005: «Мы»
- № 2-2005: «Свет Мира»
- № 3-2005: «Беда и Победа»
- № 4-2005: «Отечество на Небесах и на Земле»
- № 5-2005: «Где Дух Господень — Там Свобода»
- № 6-2005: «Благость Божия ведет к Покаянию»
- №(1-2)-2006: «Царство Мое не от Мира сего»
- № 3-2006: «По тому узнают все, что вы Мои Ученики, если будете иметь Любовь между Собою»
- № 4-2006: «Кто Соль Земли и Свет Мира?»
- № 5-2006: «Преображение Демократии»
- № 1-2007: «Гражданское Общество — Опыт Единения»
- № 2-2007: «Чьи Имена написаны на Небесах?»
- Специальный выпуск к воссоединению Русской Церкви
- № 4-2007: «Преемственность»
- № 1-2008: «Кто мы — народы?»